# La Santa Espina
La Santa Espina es una localidad del municipio de Castromonte, en la provincia de Valladolid, comunidad autónoma de Castilla y León, España enmarcada en la comarca de los Montes Torozos. En 2022 contaba con una población de 75 habitantes.

## Historia
El 28 de septiembre de 1559 tuvo lugar cerca del Monasterio de Santa María de La Santa Espina el encuentro entre Felipe II y Juan de Austria.
En cuanto a la localidad de La Santa Espina, fue creada por el Instituto Nacional de Colonización para contribuir al desarrollo agrario en la época de posguerra. Fue su impulsor Rafael Cavestany y Anduaga, ministro de Agricultura del momento. Las obras del pueblo comenzaron en 1955 y finalizaron en 1957.
La ubicación del pueblo se fijó en una finca que el Instituto Nacional de Colonización había adquirido a los herederos de Susana de Montes y Bayón, viuda del marqués de Valderas.
La ocupación del pueblo se realizó por medio de solicitudes al Instituto Nacional de Colonización. A todos aquellos que reunían las condiciones estipuladas se les adjudicó un lote de aproximadamente 25 ha de secano y 2 de regadío para cada uno de los 20 colonos, y un huerto de 0,30 ha para cada uno de los 30 obreros, sin que pudieran ser propietarios de ellas hasta pasados 20 años.
En un principio se la conocía como San Rafael de La Santa Espina, en honor a su fundador. En 1980 adquirió el nombre de La Santa Espina, al constituirse como Entidad Local Menor, dependiente del Ayuntamiento de Castromonte.

## Monumentos

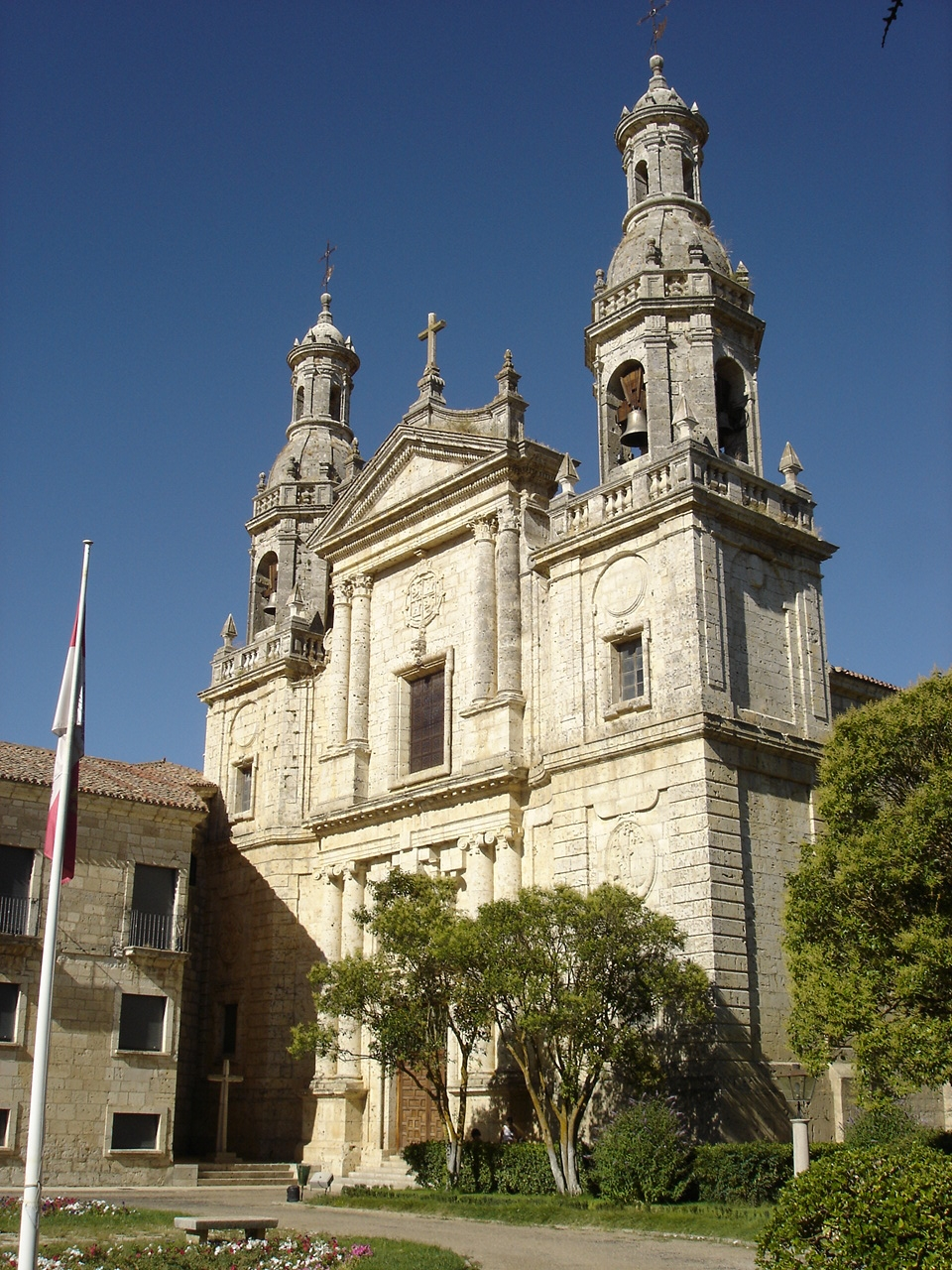
Monasterio de Santa María de La Santa Espina.

En La Santa Espina está ubicado el Monasterio de Santa María de La Santa Espina, declarado Bien de interés cultural desde el año 1931.

## Centro de Interpretación de la Vida Rural
El Centro de Interpretación de la Vida Rural es un recinto museístico que gestiona la Asociación Aperos de Ayer en colaboración con la Consejería de Agricultura y Ganadería de la Junta de Castilla y León, y cuyo objetivo es la preservación de la cultura y del medio rurales. Sus instalaciones se encuentran anexas al Monasterio de Santa María de La Santa Espina.
Está formado por un complejo de estancias donde se recrea el ciclo de la agricultura. Ocupa una superficie de 2000 m². Las labores agrícolas según las estaciones del año y los oficios perdidos se pueden contemplar en una sala de exposición permanente. La transformación de los materiales y productos agrarios se exhibe en una serie de estancias que recrean una panadería, una fragua, una quesería y la casa del labrador. Además, en este complejo hay un corral y el porche del acarreo. En sus aledaños se ha recuperado una antigua harinera.
De entre las jornadas temáticas que se organizan destaca la recreación de la siega y trilla tradicionales, que se realiza en el mes de julio.
Otras actividades que realiza este Centro de Interpretación están destinadas a la recuperación, conservación y catalogación de la colección de piezas que reúne la Asociación Aperos de Ayer, procedentes de toda Castilla y León.

## Rutas de Naturaleza
Enclavada en la comarca natural de los Montes Torozos, el páramo, el monte y el Embalse del Río Bajoz forman un marco incomparable para adentrarse en una red caminos y senderos.
Actualmente existen dos rutas, perfectamente señalizadas, que parten desde el Monasterio de Santa María de La Santa Espina:
- La Senda del Pantano I
- Camino de la Granja

## Camino de Santiago
Forma parte del Camino de Santiago, en su ramal Madrid-Sahagún, como ruta alternativa entre las localidades de Peñaflor de Hornija y Castromonte.

## Productos típicos
El producto típico de La Santa Espina es la miel, de la que existe una amplia variedad, como por ejemplo de encina, de milflores y de tomillo.
Centro Integrado de Formación Profesional
En el complejo del Monasterio de la Santa Espina se encuentra ubicado el Centro Integrado de Formación Profesional con Residencia de Estudiantes en Régimen de Internado.
Los servicios ofertados en el CIFP de la Santa Espina son: Comedor y Residencia.
Instalaciones que ofrece a los alumnos:
- Habitaciones
- Servicio de comida
- Cafetería
- Sala de TV y juegos
- Biblioteca
- Sala de informática
- Laboratorio
- Salón de actos
- Pista deportiva

Explotaciones:
- Tractores y maquinaria agrícola y forestal
- Invernadero
- Ganadería (bovino, ovino, aves y abejas)
- Vivero Forestal
- Encinar y Choperas

Se imparten Ciclos Formativos de la rama Agraria e Industrias Alimentarias, así como formación para el empleo y formación no reglada.
Ciclo de GRADO SUPERIOR:
- Vitivinicultura

Ciclo de GRADO MEDIO:
- Técnico en producción agropecuaria
- Técnico en elaboración de aceites de oliva y vino
- Técnico en Aprovechamiento y conservación del medio natural